# Mănăstirea Surpatele
Mănăstirea Surpatele, cu hramul "Sfânta Treime", străjuiește de veacuri pe valea Otăsăului, la poalele pădurii, într-un cadru natural binecuvântat de Dumnezeu, la doar 3 km de Mănăstirea Dintr-un Lemn. Numele îi vine de la satul în care este ctitorită, satul Surpatele, sat pendinte de comuna Frâncești, județul Vâlcea.
Complexul mănăstirii Surpatele a fost inclus pe Lista monumentelor istorice din județul Vâlcea, având codul de clasificare  VL-II-a-A-09929.

## Istoric
Mănăstirea a fost construită în secolul XVI, de către logofătul Tudor Drăgoescu, fratele său Stanciu și preotul Dumitru Bălașa. Era o construcție de lemn despre care nu se știe prea mult.
Constantin Brâncoveanu a donat o Evanghelie cu coperți placate cu argint poleit, pe care dăinuie înscrisul de donare cu semnătura sa. De remarcat este că la vremea respectivă era doar vel-spătar. Între 1703-1706, doamna Marica Brâncoveanu, a ridicat biserica de zid care dăinuie și astăzi și care era pictată la momentul sfințirii. Biserica a fost repictată în anul 1815 de către un anume zugrav, meșter al vremii, Gheorghe Gheronitie din Hurezi.
Biserica mănăstirii se remarcă printr-o catapeteasmă sculptată și uși în stil brâncovenesc. De asemeni se mai remarcă printr-o iconografie deosebită prin aceea că se află o pictură rar întâlnită, împărțirea hainelor lui Iisus.
Tabloul votiv înfățișează familia lui Brâncoveanu, doi dintre fii și trei dintre fiice fiind reprezentate de înălțime egală cu părinții lor. Toate cele 13 persoane poartă coroane cu fleuroane.
Lăcașul a fost vizitat în anul 1860 de către scriitorul Alexandru Odobescu, care a rămas profund impresionat de frumusețea lui.
Datorită faptului ca a ajuns într-un grad mare de ruinare, datorită lipsei de fonduri, mănăstirea a fost închisă în anul 1872, călugărițele mutându-se la Mănăstirea Dintr-un Lemn.
În anul 1927, Comisiunea Monumentelor Istorice a restaurat tot complexul monahal, lucrare care terminată în anul 1935, amenajându-se și chilii pentru 17 maici.

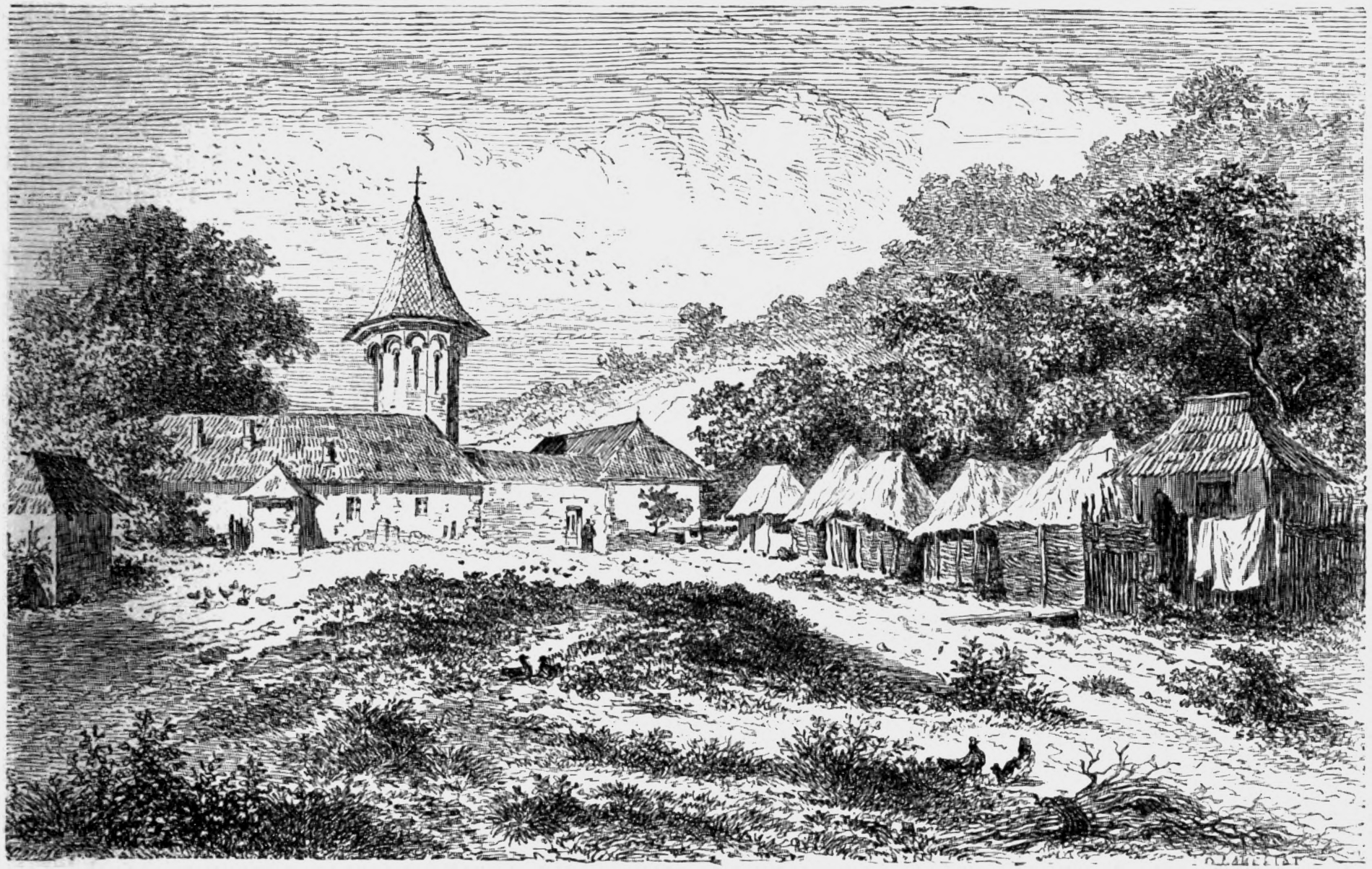
Mănăstirea Surpatele în 1860
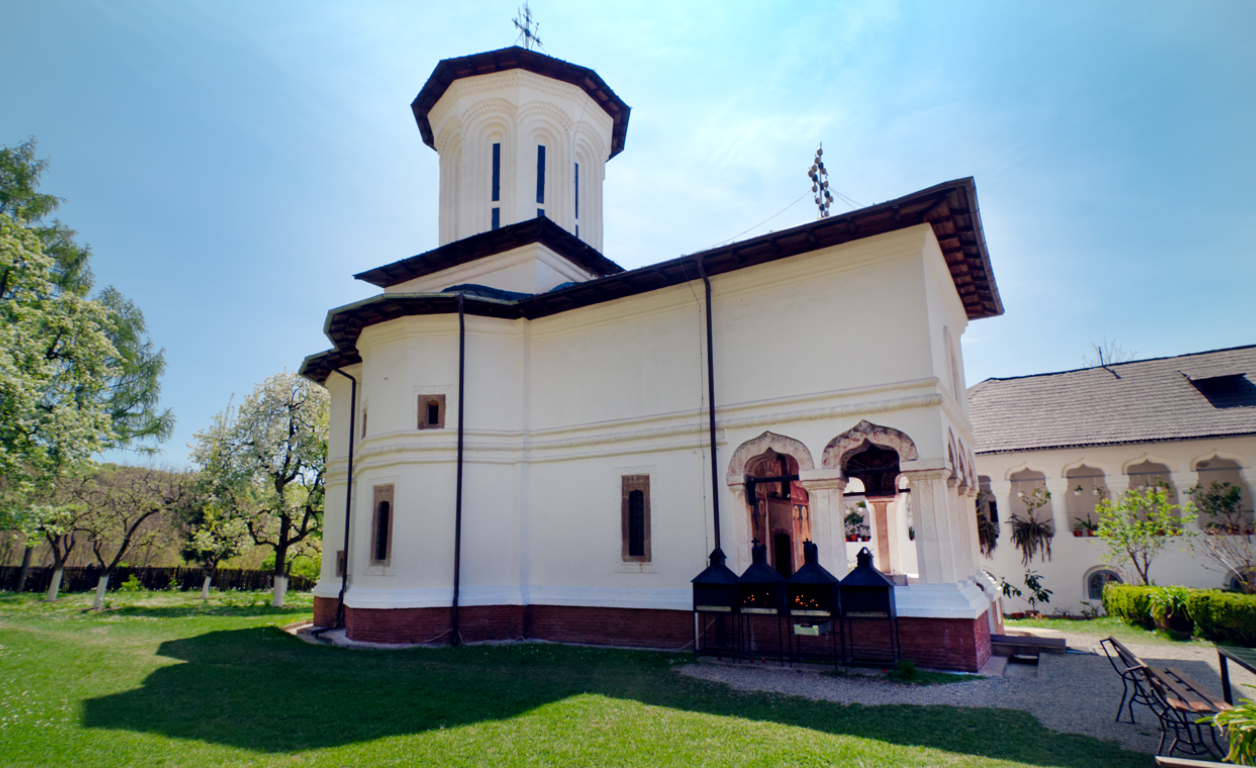
Biserica mănăstirii (vedere laterală)
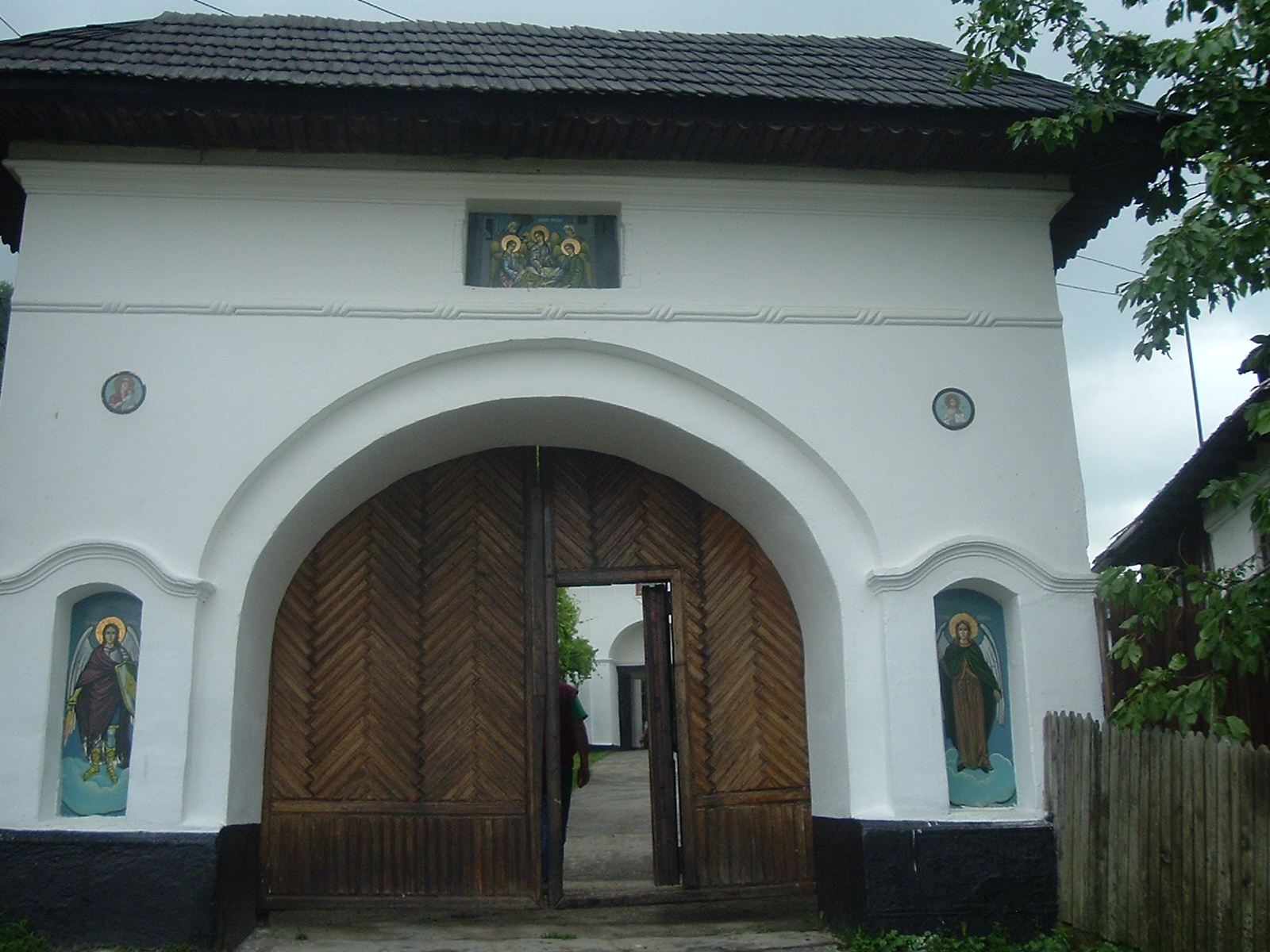
Poarta de intrare
Clopotniţa
Pisania de la intrare
Candelabru din biserică